# Henry Strakosch
Henry Strakosch (9 mai 1871 – 30 octobre 1943) est un banquier et homme d'affaires britannique d'origine autrichienne. Né à Hohenau, en Autriche, il est formé au Wasa Gymnasium de Vienne.

## Carrière
Strakosch débute comme banquier à la City en 1891 puis travaille à partir de 1895 pour la banque Anglo-Autrichienne en Afrique du Sud. Il est naturalisé britannique en 1907.
Strakosch sert de conseiller financier au gouvernement sud-africain et est le rédacteur du South African Currency and Banking Act de 1920. Il est directeur d'une société exploitant des mines d'or, Union Corporation, à partir de 1924 (cette société sera absorbée par Gold Fields). Il est membre de la Royal Commission on Indian Currency and Finance de 1925 à 1926 et sert plus tard de 1930 à 1937 au Council of India. Il est le délégué de l'Inde à la British Empire Economic Conference en 1932. Il est également conseiller au Secretary of State for India de 1937 à 1942.
Strakosch est anobli knighted en 1921, et fait KBE en 1924, puis GBE en 1927.
Il est directeur du journal The Economist entre 1929 and 1943.
En 1938, il aide Winston Churchill à résoudre ses problèmes financiers, lui permettant de retirer sa maison Chartwell de la vente. Il fournit également à Churchill des graphiques sur les dépenses allemandes en armement. Cela est utilisé par l'Allemagne et les germanophiles comme preuve que Churchill est soudoyé par les juifs pour pousser son pays à la Guerre.
Strakosch épouse en 1941 avec Mabel Elizabeth Vincent, fille de John Curnow Millett de Pempol, Cornouailles, veuve de Joseph Timperley, un armateur. Il meurt en 1943, à la suite d'une opération, à l'âge de 72 ans.

## Publications
- The South African Currency and Exchange Problem, Johannesburg, 1920.
- The South African Currency and Exchange Problem Re-Examined, Johannesburg, 1922.
- Monetary Stability and the Gold Standard, London, 1928.
- A Financial Plan for the Prevention of War, London, 1929.
- The Crisis. A memorandum, supplement to The Economist, 9th January 1932.